# 志村貞精
志村 貞精（しむら さだきよ）は、江戸時代の武将、旗本。八王子千人同心9人の千人頭の内の一家。

## 概要
文禄元年（1592年）文禄の役において名護屋城に2年間在陣し、その後八王子(千人町)に移る。
慶長5年（1600年）会津征伐に河野通玄、窪田正吉（窪田吉正）、中村安利、山本忠房、千人頭5名にて下野国小山参陣。同年の関ヶ原の戦い本戦にて、千人頭10名参陣。この時、村越直吉と河野通玄が長柄備を争い、徳川家康指名にて河野通玄が指揮にて長柄備を指名される。
慶長20年(1615年)の大坂夏の陣御先備。